# Anatomía artística

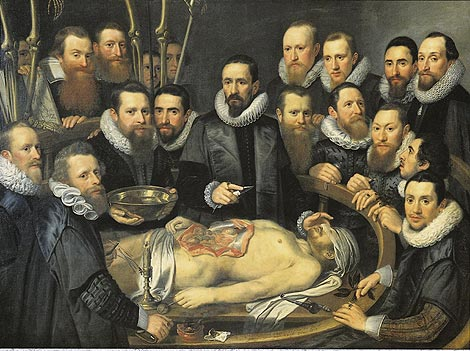
Michiel Jansz. van Mierevelt – Lección de anatomía del Dr. Willem van der Meer, 1617.

La anatomía artística es el conjunto de saberes que pretende estudiar la constitución y la conformación del cuerpo humano, y de los animales en general, para el uso artístico en su representación. A lo largo de la historia del arte no se ha llamado siempre así, y sus saberes se han ido incrementando y/o modificando. 
La anatomía artística puede dividirse en tres ramas:
- Canon y proporciones del cuerpo.
- Anatomía morfológica.
- Anatomía clínica.

## Canon y proporciones
El cánon, del griego Χανων, regla, aplicado a la figura humana o animal, es un sistema de medida que establece relaciones entre las partes y el todo. De tal modo que, a partir de una parte, se pueda deducir el todo y viceversa. 
La idea y desarrollo de los diversos cánones ha de considerarse bajo dos puntos de vista. Uno, estrictamente operacional, pone al servicio de los artistas las herramientas necesarias para la creación y control de figuras "proporcionalmente correctas", término problemático que sólo adquiere significado bajo la influencia del segundo punto de vista. A saber, el que intenta evidenciar las proporciones armoniosas que subyacen a las obras artísticas. Inevitablemente, este último aspecto, de carácter eminentemente estético, es muy variable a lo largo del tiempo y las culturas.
Ya desde las primeras civilizaciones encontramos cánones y/o métodos de construcción de la figura humana basados en medidas predeterminadas. Al aumentar el nivel evolutivo de las culturas el Canon va pasando de ser un simple método constructivo a ser el reflejo de una idiosincrasia o una cosmogonía. Los cánones aceptados en cada cultura responden al orden político e intelectual reinante u oficial.
Está claro que surge la idea de un Canon de la necesidad de crear una fórmula que puedan reproducir los artesanos de la decoración, ya sea de orfebrería como de la arquitectura, sin cometer “errores” en las medidas, y por ende, en las formas. La rama de la anatomía artística que define los cánones y las proporciones en el arte, es responsable del estilo de cada cultura o período, de la jerarquización de la figura, humana o divina, en la composición, y de la lectura estética de la imagen, es decir el reflejo del pensamiento filosófico y político de la época en la obra artística.
Podemos observar en las culturas de la antigüedad, como por ejemplo, en la egipcia, que quienes definían los Cánones eran integrantes cultos de la sociedad que definían un estilo artístico y trabajaban a la par de los arquitectos, de los filósofos y al servicio de las clases más altas.

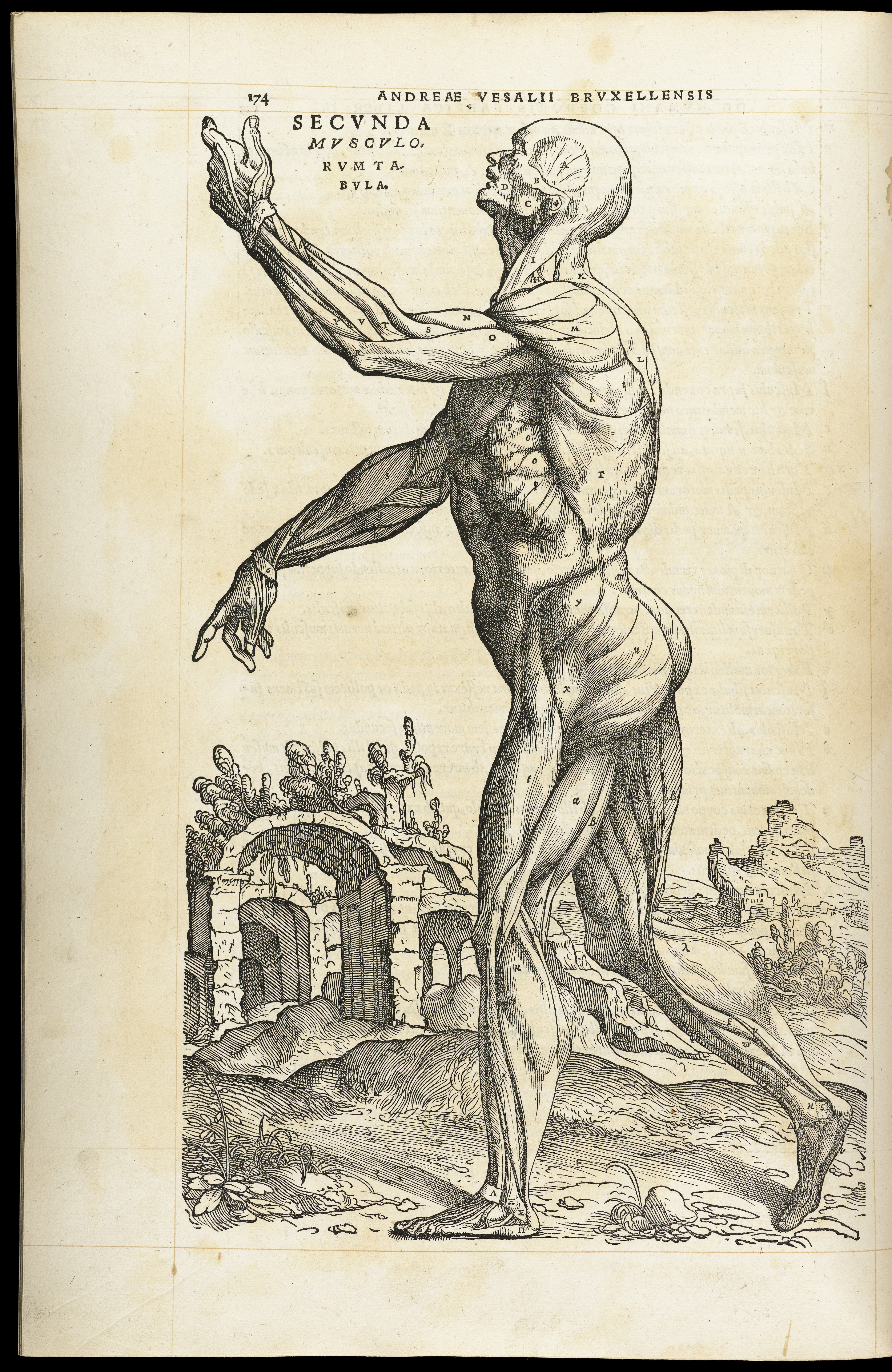
Canon utilizado por Jan van Calcar, año 1543.

Por otro lado quienes los llevaban a cabo eran artesanos que seguían fórmulas de “cómo dibujar correctamente la figura” y no podían insertar modificaciones o correcciones a los modelos. La fidelidad de la reproducción de los cánones está ligada a las grandes ciudades o centros de poder, a medida que nos alejamos de ellas, empezamos a observar imprecisiones.
Así en todas las épocas hubo distintos cánones, proporciones, o sistemas de medidas, para la construcción artística de la figura humana.
Esta rama es fundamental de la Anatomía Artística ya que son los primeros pasos en el trazado de la representación artística del cuerpo del Hombre. Los cánones en la antigüedad atendían a temas ideológicos y numerológicos de la construcción de la figura, basados en una concepción bidimensional, es decir, en las medidas de sus partes y no en la forma de ellas.

## Anatomía morfológica

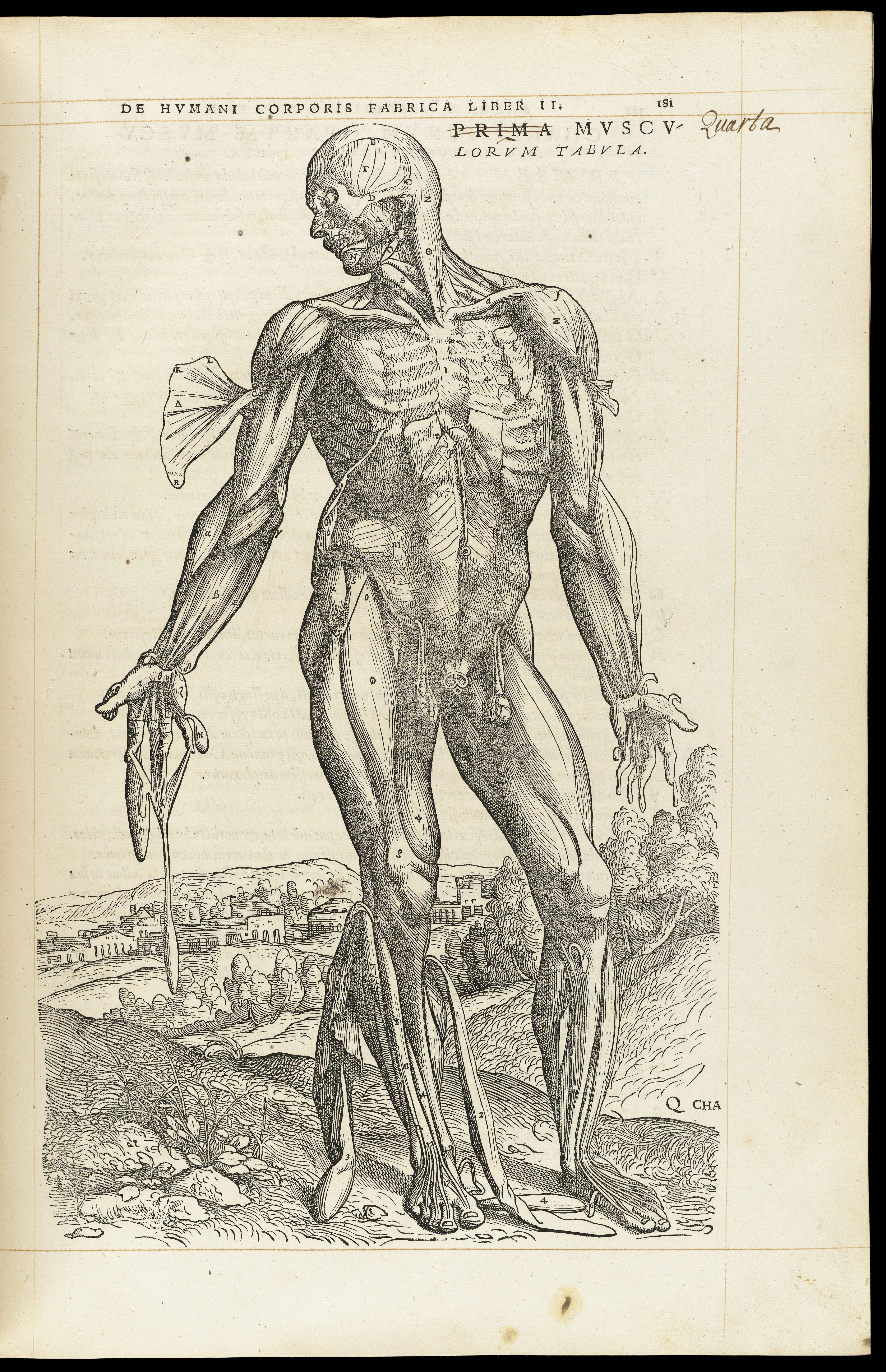
Morfología muscular. Dibujo de Jan van Calcar en el libro de Vesalio.

Podemos llamar Anatomía Morfológica a la rama que estudia las formas externas, ésta se diferencia de la Anatomía Topográfica ya que ella tiene bases en la Anatomía Médica, y la Anatomía Morfológica tiene fundamentos asentados en la creación artística.  Es la rama que estudia la forma propiamente dicha del cuerpo humano y los recursos que deben emplearse tanto para su correcto estudio como su representación.
Desde la época del movimiento artístico-cultural conocido como Academicismo, la Anatomía Artística empieza a independizarse de la visión clínica del cuerpo humano y a preocuparse por la construcción de los volúmenes externos por medio del dibujo. Aparecen las primeras síntesis de la forma de las partes del cuerpo y con el tiempo esta rama logra independizarse hasta ser una de las más estudiadas hoy día.

## Anatomía clínica

Mondino, Anathomia, 1541

Estrictamente hablando, la anatomía clínica o médica no debe ser considerada una rama de la anatomía artística pues difieren sustancialmente en su propósito. Como se define al inicio de esta entrada, la anatomía artística persigue un uso artístico de las representaciones de la figura. Además, presta especial atención a los elementos corporales perceptibles en el exterior del cuerpo. En contraposición, la anatomía clínica tiene un marcado propósito educativo, formativo o de consulta, además de abordar un abanico más amplio de elementos corporales, como pueden ser sistema nervioso, vasos sanguíneos, vísceras, elementos que son imperceptibles en el exterior.
La relación entre el campo artístico y médico siempre ha sido estrecha. Desde los inicios de la figuración, por ejemplo el período de Grecia Clásica, los artistas han prestado atención a los estudios de los anatomistas clínicos para sus propósitos artísticos. Los primeros manuales de Anatomía usados por estos artistas eran manuales de Anatomía Médica o Clínica. Con el tiempo fueron surgiendo ilustradores de manuales de Anatomía Artística, tales como, Leonardo da Vinci, Mondino dei Liuzzi.
Del mismo modo, los anatomistas clínicos han contado con la colaboración de artistas cada vez más especializados para ilustrar sus obras educativas y de consulta. Tal es el caso de la obra Anatomía de Gray, ilustrada por Henry Vandyke Carter.
Esta permanente colaboración entre científicos de todas las disciplinas y artistas ha generado un campo de representación específico e independiente de las corrientes estético-artísticas del momento, el de la ilustración científica.